# منتخب مصر لكرة القدم الشاطئية
منتخب مصر لكرة القدم الشاطئية، هو منتخب وطني لكرة القدم الشاطئية في مصر، شاركت في بطولة أفريقيا لكرة القدم الشاطئية 11 مرة وكان أفضلها الوصيف عام 2022. وشارك أيضًا مره وحيده فقط في كاس العالم
في مباراه صعود بين مصر والمغرب انتهت بفوز المنتخب المصري 5/4 
بعد عوده قويه للمباراه من خلال اللاعبين احمد الشحات ، وإسماعيل بهجت .

## مصدر
1. ↑  National Team: Egypt نسخة محفوظة 12 فبراير 2018 على موقع واي باك مشين.
2. ↑  CAF TV (26 أكتوبر 2022)، Morocco 🆚 Egypt | Highlights - #BSAFCON2022 - Semi-Finals، اطلع عليه بتاريخ 2024-08-04